# Астрариум
Астра́риум, также называемый Планета́риум — старинные астрономические часы, созданные в XIV веке итальянцем Джованни де Донди. Появление этого инструмента ознаменовало развитие в Европе технологий, связанных с изготовлением механических часовых инструментов. Астрариум моделировал Солнечную систему и, кроме отсчёта времени и представления календарных дат и праздников, показывал, как перемещались планеты по небесной сфере. Это и было его главной задачей, в сравнении с астрономическими часами, основной задачей которых является собственно отсчёт времени. Можно сказать, что Астрариум представлял собой сложный средневековый механизм, объединявший в себе функции современного планетария, часов и календаря. Устройства, выполняющие эту функцию, создавались и до, и после Джованни де Донди, но известно о них относительно немного. Некоторые источники, несмотря на это, говорят о том, что Астрариум был первым механическим устройством, показывающим движения планет.

## История
В разделе представлено описание и сравнение инструментов, изготовленных в разные периоды времени, но имевших те же функции, что и Астрариум Джованни де Донди: каждое устройство являлось одновременно планетарием, часами и календарём. По датам создания можно распределить их следующим образом:
| Антикитерский механизм             | 150—100 гг. до н. э.                      |
| Астрариум Джованни де Донди        | 1364 год, согласно большинству источников |
| Планетариум Лоренцо делла Волпайя  | 1510 год                                  |
| Астрономические часы Пассмана      | 1749 год                                  |
| Планетарий Эйсе Эйсинги            | 1781 год                                  |
| Астрономические часы Йенса Ольсена | 1955 год                                  |

### Античная эпоха
Старинные предшественники Астрариума были сложными механическими устройствами, своеобразными попытками смоделировать положение и движение планет, но какие-либо комментарии по строению таких устройств или руководства по их изготовлению не сохранились. Архимеду приписывают использование планетария (примитивной версии Астрариума), или «небесной сферы», с помощью которой можно было наблюдать за движениями планет, восходом Солнца и Луны, фазами и затмениями Луны, исчезновением обоих небесных тел за линией горизонта.
Наглядное подтверждение того, что сложные механические устройства существовали ещё задолго до Астрариума Джованни де Донди, были обнаружены в начале XX века. В 1900—1901 годах около греческого острова Антикитера группой ловцов губок были найдены остатки кораблекрушения. Под руководством археолога Валериоса Стаиса и под контролем греческого правительства была поднята на сушу глыба окисленного материала, внутри которой располагался механизм с шестернями. Он затонул около 70 года до н. э. и стал известен как Антикитерский механизм — аналог Астрариума.
Этот механический инструмент рассчитывал позиции небесных тел и указывал положение самого наблюдателя на поверхности Земли. Антикитерский механизм считают ранним аналоговым компьютером, который был создан для расчёта положения Солнца и Луны на определённую дату. В 2002 году Майкл Райт (англ. Michael Wright), специалист по механическим устройствам из Лондонского музея науки, предположил, что механизм мог моделировать не только движения Солнца и Луны, но также пяти известных в древности планет — Меркурия, Венеры, Марса, Юпитера и Сатурна. Позднее, в 2005 году, стартовал греческо-британский проект Antikythera Mechanism Research Project, в ходе которого были проведены подробные исследования Антикитерского механизма. Так как это устройство провело под водой почти две тысячи лет, бо́льшая часть его фрагментов подверглась коррозии. Несмотря на это, исследователям удалось изучить подробности его строения, а также понять надписи, которые покрывают некоторые поверхности. Разобравшись в надписях, учёные обнаружили, что на большей части шестерней выгравированы именно названия планет. Этот факт подтвердил предположение Райта. В процессе изучения фрагменты механизма были исследованы с помощью рентгеновского излучения, следствием чего явилось изготовление копий древнего инструмента.
Национальный археологический музей в Афинах экспонирует 378 найденных на месте кораблекрушения фрагментов различных предметов, в том числе и 82 сохранившиеся части самого Антикитерского механизма. Для определения его возраста были использованы два безопасных (с точки зрения воздействия на исследуемый объект) метода — PTM и компьютерная томография, в результате которых была определена примерная дата создания механизма: 150—100 года до н. э. Этот случай, однако, является исключительным: ни об одном сходном устройстве не было до сих пор обнаружено каких-либо данных. Перед закатом Римской империи технология его создания была утеряна. До XIV века не существовало подобных по сложности устройств, вплоть до появления в Европе механических астрономических часов.

### Средние векаиРенессанс
Создание механических часов, визуализирующих движение небесных тел, было важным направлением деятельности средневековых ученых и инженеров. В XII веке багдадский инженер Исмаил ал-Джазари построил башенные водные часы, показывающие не только время, но и движение по небосводу знаков зодиака, Солнца и Луны (с меняющимися фазами). Значительных успехов в этом направлении добился английский учёный XIV века Ричард Уоллингфордский. Разработанные им около 1330 г. астрономические часы показывали движение Солнца, планет, движение и фазы Луны, уровень приливов в Темзе. Механизм часов содержал спиральные шестерёнки, овальные кольца, многочисленные зубчатые передачи. Часы были размещены на внутренней стене собора Сент-Олбанского монастыря, аббатом которого служил Ричард.

#### Астрариум Джованни де Донди
Следующий задокументированный случай изготовления астрономических часов связывается с именем итальянца Джованни де Донди (1318—1389), жителя Падуи, средневекового врача и учёного, занимавшегося астрономией и часовым делом. Джованни был одним из самых значительных астрономов своего времени. Интерес к астрономии и изготовлению часов он унаследовал от своего отца Якопо де Донди, который в 1344 году спроектировал и при содействии принца Убертино да Каррара построил на Пьяцца деи Синьори в Падуе уличные куранты, размещённые впоследствии на дворцовой башне на Пьяцца Капитаньято. Эти астрономические часы были одними из первых в своём роде, однако в 1390 году они сгорели во время штурма дворца миланцами. Сегодня на башне Падуи работают реконструированные астрономические часы по прототипу Якопо де Донди.
Джованни, его сын, спроектировал и построил новые астрономические часы, так называемый «Астрариум», или «Планетариум», — механические дисковые часы с гирями и механизмом боя. Согласно большинству источников, Астрариум был создан им в промежутке между 1348 и 1364 годами. Джованни работал над ним в течение долгого времени — 16 лет. После завершения работы и демонстрации изобретения на главной площади Падуи механизм был перемещён в библиотеку замка. Изготовление Астрариума было чрезвычайно сложной задачей для того времени, так как ни одна мастерская не была приспособлена для таких работ. Джованни опередил время: для изготовления Астрариума он использовал методы механики, которые вошли в широкую практику на несколько столетий позже. Это, возможно, являлось причиной того, что в следующие века после создания Астрариума никто не мог его отремонтировать — не было достаточно квалифицированных специалистов в этом деле. Астрариум указывал путь Солнца, Луны и известных в то время пяти планет, обращавшихся вокруг Земли, исходя из господствовавшего тогда птолемеевского мировоззрения (см. также «Альмагест»). Джованни также измерил длительность каждого дня в часах и минутах и с помощью Астрариума указал точную дату и имя почитаемого в определённый день святого.
Самая известная литературная работа Джованни, посвящённая Астрариуму и содержащая его подробное описание, — это Tractatus Astrarii (рус. Трактат о светилах) (написанная им на средневековой латыни), которая вышла в свет в 1389 году в Падуе. Эта книга была переиздана в 1960 году Ватиканской библиотекой в Риме и в 2003 году — женевским издательством «Дро» (фр. Droz).
В 1381 году де Донди подарил свой Астрариум герцогу Джану Галеаццо Висконти, который установил его в библиотеке своего замка в Павии. Астрариум оставался там по крайней мере до 1485 года. Известно, что в первой половине XVI века он пережил ремонт после поломки. Мастером, отремонтировавшим его, был Хуанело Турриано (1501—1585). Этот итальяно-испанский мастер известен также изготовлением сложных астрономических часов, отображавших годовое движение Солнца, Луны и планет (по птолемеевскому мировоззрению). В 1630 году оригинал Астрариума Джованни де Донди был потерян в Мантуе, и его дальнейшая судьба неизвестна.
- Рабочие часы, воссозданные по прототипу часов Якопо де Донди на дворцовой башне в Падуе
- Tractatus Astrarii — главный труд Джованни де Донди, посвящённый его творению
- Одна из страниц Tractatus Astrarii. Изображено управляющее всей конструкцией колесо➤, приводимое в движение гирями
- Издание Tractatus Astrarii Ватиканской апостольской библиотекой[48]
- Одно из изданий, основанных на Tractatus Astrarii де Донди[49]

#### Планетариум Лоренцо делла Волпайя
Ещё одно упоминание астрономических часов, показывающих движение планет, относится ко второй половине эпохи Возрождения и связано с итальянским мастером Лоренцо делла Волпайя (итал. Lorenzo della Volpaia) (1446—1512). Он был известным архитектором, ювелиром, математиком и часовщиком, основавшим флорентийскую династию часовщиков (по пути отца следовали его сыновья Камилло, Бенвенуто и Евфросино, а также племянник Джироламо).
Как часовщик делла Волпайя прославился строительством планетарных часов. Они имели изысканно украшенный большой диск-циферблат, разделённый на часовые секции и отображавший знаки зодиака. Такой циферблат, инновационный на то время, давал наблюдателю возможность проследить, не отрывая взгляда от инструмента, за движением всех планет, известных на то время, — Сатурна, Юпитера, Венеры, Марса и Меркурия. Меньший диск, который двигался по часовой стрелке, имел шесть секций. В пяти из них находились диски вышеперечисленных планет. Они вращались против часовой стрелки. В шестой секции находился механизм с названием «дракон», который отображал лунные узлы и затмения. В центре планетариума также находились диски, показывавшие фазы и возраст Луны, а также имевшие солнечный указатель. Часы отмечали (звоном) час, день и месяц.
Как и у Астрариума де Донди, основная задача планетариума делла Волпайя была не в точном хронометраже времени, но в отображении позиции небесных тел относительно Земли (в те времена ещё преобладал геоцентризм). Изготовитель таких часов должен был иметь значительные знания в области астрономии, точных наук и построения механизмов.
Известно, что Лоренцо делла Волпайя изготовил две модели таких часов. Одна была выполнена по заказу Лоренцо Медичи (1449—1492) как подарок Матьяшу I (1443—1490), королю Венгрии. Другая модель часов Лоренцо была изготовлена им в 1510 году и отдана властям для размещения в Зале лилий (в то время Sala dell’Orologio — Зале часов) в Палаццо Веккьо. Мастерская Лоренцо на улице Ориоло перешла к его сыновьям, которые работали в ней в течение всего XVI века.
В 1560 году Джироламо, племянник Лоренцо, восстановил часы дяди, но уже в конце XVII века эти часы были утеряны (возможно, разобраны или уничтожены).

### Новое время

#### Астрономические часы Пассмана
В следующие века было сделано ещё несколько подобных конструкций. Одним из примеров являются астрономические часы Пассмана — инструмент, созданный в 1749 году инженером Клод-Симоном Пассманом (фр. Claude-Siméon Passemant) (1702—1769), часовщиком Луи Дотье (фр. Louis Dauthiau) (1730—1809), скульпторами и мастерами по бронзе Жан-Жаком Каффьери (1725—1792) и Филиппом Каффьери (1714—1774). Часы показывали текущее время, дату, фазы Луны и движения планет. Однако часы Пассмана, в сравнении с Астрариумом, показывали движение планет, исходя из гелиоцентрической системы мира, а не геоцентрической. Они были сделаны из золочёной бронзы, стали, меди и стекла, а также отчасти покрыты эмалью. Двухметровую конструкцию часов венчала планисфера, в центре которой располагалось Солнце, а вокруг него вращались планеты, включая Землю, вокруг Земли — Луна. Планисферу обрамляли кольца с обозначением знаков зодиака и линии равноденствия. На бронзовом шаре, обозначавшем Землю, были показаны страны и некоторые города. Механизм этих часов был рассчитан на показ всех элементов вплоть до 9999 года.
Часы были продемонстрированы Французской академии наук в августе 1749 года, одобрены и позднее представлены герцогом де Шон королю Людовику XV в 1753 (1750) году. Короли и представители знати в те времена имели определённую страсть к науке, а Людовик XV интересовался астрономией, географией и сопутствующими изобретениями, поэтому приобрёл эти часы в том же году. В 1754 (1760) году он поместил часы Пассмана в Кабинет с часами Малых апартаментов Короля в Версальском дворце, где они и находятся сегодня.

#### Планетарий Эйсе Эйсинги
Ещё один известный пример — планетарий, построенный в промежутке между 1774 и 1781 годами нидерландским астрономом-любителем Эйсе Эйсингой (1744—1828) из Дронрейпа, Фрисландия (Нидерланды). В 1774 году во Фрисландии разгорелась паника, вызванная маленькой брошюрой, написанной преподобным Элко Альта (нидерл. Eelco Alta), жителем небольшой деревни Бозум во Фрисландии. Издатель брошюры, желая повысить её популярность, распространял среди читателей слух, что Элко Альта предсказал конец света. Ходили слухи, что 8 мая 1774 года состоится парад планет — Юпитера, Марса, Венеры, Меркурия, а также Луны, который приведёт к разрушительным последствиям не только «для Земли, но и для всей Солнечной системы», и может даже быть «прелюдией или началом её частичного или всецелого разрушения». В самой брошюре Альта был гораздо менее красноречив, но по приказу правительства Фрисландии её, окрестив «мятежной», немедленно арестовали. Она была опубликована лишь после того, как страшная дата миновала безо всякого вреда.
Эйсе Эйсинга хотел показать людям, что нет повода для паники. Свой планетарий он разместил прямо на потолке собственного дома в городе Франекер. По сравнению с Астрариумом Джованни де Донди, в конструкции Эйсинги все планеты следуют вокруг Солнца (а не вокруг Земли). Планеты движутся пропорционально, с такой скоростью, с какой они делают это на самом деле: Меркурий — за 88 дней, Земля — за один год, а Сатурн — за 29 лет. Вместо запланированных 8 месяцев работы на построение планетария понадобилось не менее 7 лет, в его создании Эйсе Эйсинге помогал отец, который на своём токарном станке изготовил все шестерни для конструкции. Кроме этой модели, Эйсе Эйсинга также соорудил всевозможные специальные часы, отображавшие день, дату, восход и закат Солнца и Луны, видимое движение неба из-за вращения Земли и других явлений. Вся конструкция планетария приводилась в движение внушительным механизмом, который был сделан из деревянных обручей и дисков с 10 тысячами рукодельных гвоздей, похожих на зубы. Движением этого механизма управляли девять гирь и маятник, для размещения которого Эйсинге пришлось сократить супружеское ложе в своей гостиной. Этот планетарий отображал все известные к тому времени планеты (до открытия Урана в 1781 году оставалось всего несколько лет с начала работы Эйсинги, но он узнал об этом уже после завершения своей работы над планетарием, и на размещение новой планеты уже не хватило места на потолке дома). В планы Эйсинги, однако, входила постройка ещё более грандиозного планетария, чем на потолке его дома, но из-за неспокойной политической обстановки эти планы не были реализованы.

### Современность

#### Часы Йенса Ольсена
В 1955 году по проекту датского мастера-часовщика Йенса Ольсена (1872—1945) были изготовлены астрономические часы, выполняющие множество разных функций, среди которых была также демонстрация передвижения планет Солнечной системы, как и у Астрариума. Датчанин работал над ними в течение всей своей жизни с начала XX века. В молодости Ольсен отправился путешествовать по Европе и в 1897 году был вдохновлён часами Страсбургского собора. После обучения часовому делу в Базеле он вернулся на родину и приступил к работе над своими часами. Все необходимые вычисления удалось закончить лишь к 1932 году, когда Йенсу Ольсену было уже 60 лет. Лишь более чем через 10 лет после этого были выделены деньги и началась постройка часов, проект приобрёл национальное значение. Процесс занял ещё 12 лет, но в 1945 году Йенс Ольсен умер от болезни. Его работу продолжил молодой часовщик Отто Мортенсен (дат. Otto Mortensen). Лишь после того, как все детали часов (количеством 15 448 штук) были изготовлены и собраны воедино, король Дании Фредерик IX и внучка Йенса Ольсена — Биргит Ольсен — запустили часы. Это произошло 15 декабря 1955 года в здании копенгагенского муниципалитета. Ко времени их создания эти часы считались самыми сложными механическими часами в мире.
Часы Йенса Ольсена отражают вечный календарь, текущее мировое время, местное солнечное время и разницу между ними. Один из дисков часов показывает время для любого места на Земле, другой — время восхода и заката Солнца. Благодаря сложному устройству можно узнать длительность дня и ночи, а также текущую дату — день недели, месяц и год (по юлианскому календарю). Часы отображают также фазы Луны и показывают дату Пасхи. Особая верхняя секция часов Йенса Ольсена показывает карту звёздного неба над Данией, подобно Страсбургским часам (которые, соответственно, показывают карту звёздного неба над Страсбургом), а также прецессию Земли. Стрелка такого указателя совершает один полный оборот за 25 753 года. Ещё один диск отображает геоцентрическую орбиту, затмения Солнца и Луны, а также расстояние между Землёй и Луной. Часы Ольсена показывают также движение планет вокруг Солнца. По сравнению с Астрариумом де Донди, планетариумом делла Волпайя и планетарием Эйсинги, эти часы, помимо движений Меркурия, Венеры, Марса, Юпитера и Сатурна, показывают ещё и движение таких планет, как Уран и Нептун, а также самой Земли.

#### Реконструкции
Благодаря сохранившимся рукописям мастеров, изготовивших перечисленные инструменты, создаются их многочисленные реконструкции.
Несмотря на то, что Астрариум де Донди, состоявший из 297 частей (107 из которых были различными шестернями и рычагами), был утерян, итальянец оставил в своих рукописях детальные описания, которые сохранились и дали современным мастерам возможность создать реконструкции аппарата. Этой задачей занимались лондонская фирма Thwaites & Reed, а также разные европейские мастера. Некоторые из версий реконструированного Астрариума имеют меньший (по сравнению с оригиналом) размер — 0,25—0,5 от оригинала. Известно о наличии реконструированных моделей Астрариума в следующих местах:
- Музей науки (Лондон)[1][29],
- Международный музей часового дела[англ.] (Ла-Шо-де-Фон, Швейцария)[6][20][28][29],
- Вашингтонский Национальный музей американской истории Смитсоновского института[29][30][40],
- Музей науки и технологии «Леонардо да Винчи»[англ.] в Милане[28][29][30],
- Парижская обсерватория[5][29][31],
- Музей часов в Бейере (Цюрих, Швейцария)[29],
- Штаб-квартира IBM в Армонке[англ.] (штат Нью-Йорк).

В Музее времени в Иллинойсе среди экспонатов также был реконструированный Астрариум, но в 1999 году музей закрылся, затем коллекция была доступна посетителям в Музее науки и промышленности (Чикаго), а в 2004 году она была продана.
Итальянец Луиджи Пиппа (итал. Luigi Pippa) в 1963 году реконструировал Астрариум Джованни де Донди на основе публикации Tractatus Astrarii 1960 года. Другим итальянским мастером, Карло Кроче (итал. Carlo G. Croce), Астрариум также реконструирован, исходя из Tractatus Astrarii Джованни де Донди (публикации 1960 года). Голландский конструктор Хенк Гипманс (нидерл. Henk Gipmans) после многолетнего изучения рукописей Джованни де Донди также реконструировал Астрариум.
О планетариуме Лоренцо делла Волпайя известно меньше, чем об Астрариуме де Донди, но до наших дней тоже дошли манускрипты семьи делла Волпайя, содержащие информацию, необходимую для реконструкции утерянных часов Лоренцо. Используя сохранившуюся информацию, Музей Галилея (до 2010 известный как Институт и музей истории науки) во Флоренции в 1994 году реконструировал планетариум Лоренцо делла Волпайя.
Планетарий Эйсе Эйсинги и сегодня можно увидеть на потолке его дома во Франекере, превращённого в своеобразный музей. Глядя на действующую модель планетария Эйсинги, наблюдатель может проследить за движением планет (см. Ссылки). Этот планетарий считается самым старым действующим планетарием в мире.
Идея отображения позиций небесных тел относительно Земли или Солнца легла в основу создания планетариев в первой половине XX века. Сегодня в мире существуют тысячи планетариев, некоторые из которых показывают в формате IMAX историю Вселенной и другие астрономические феномены, подобно кинотеатрам, используемым в предпринимательских целях.

## Описание Астрариума Джованни де Донди

### Происхождение
Джованни де Донди писал, что почерпнул идею для создания Астрариума из Theorica Planetarum Джованни Кампано, который описал конструкцию экваториума. Астрариум был часовым механизмом, за основу которого был взят именно этот вычислительный прибор. В конструкцию Астрариума входили астролябия и циферблат, а также индикаторы Солнца, Луны и планет. Он обеспечивал непрерывный показ основных элементов Солнечной системы и правового, религиозного и гражданского календарей. По замыслу де Донди, Астрариум помог бы людям лучше представить астрономические и астрологические явления и идеи. Во времена Джованни де Донди астрономия и астрология были тесно взаимосвязаны и практически не отделялись друг от друга.
Итальянец дал своему изобретению имя Астрариум, показывая цель данного механизма: определить истинное расположение планет, их орбиты, движения и эволюцию. Он упоминал, что, согласно Аристотелю, всё берёт своё название от цели, для которой оно было сотворено. И книга Tractatus Astrarii, которая описывает сам инструмент, движение его частей и то, как исправить ошибки при работе с ним, — подтверждение этому.
Для расчёта движения планет Джованни де Донди пользовался также альфонсовыми таблицами, составленными приблизительно между 1252 и 1270 годами с целью облегчить расчёт позиций планет и позволявшими вычислять их местонахождение в определённое время и на нужной географической широте. Во времена Джованни де Донди альфонсовы таблицы были чрезвычайно популярны.

### Внешний вид
Астрариум был примерно 1 метр по высоте и опирался на семиугольный бронзовый каркас на 7 декоративных ножках в форме лап. Циферблат часов и диски планет вместе со всеми шестернями были выполнены из латуни. Нижняя секция состояла из механизма с часами на одной из его сторон. Циферблат этих часов был разделён на 24 части (по количеству часов в сутки) и вращался вокруг определённой точки против часовой стрелки. На нём были отмечены церковные переходящие праздники и зодиакальная позиция восходящей Луны. Верхняя секция содержала семь дисков с подвижными частями, каждый из которых был примерно 30 см в диаметре и располагался на одной из сторон семиугольника. На этих дисках были показаны движения Солнца, Луны, Венеры, Меркурия, Сатурна, Юпитера и Марса. Устройство каждого из дисков, кроме диска Луны, было независимым от остальных.
Джованни де Донди своими собственными руками сконструировал эти часы со 107 подвижными частями. Не было использовано ни одного винтика, и каждая частица скреплялась с другой при помощи более трёхсот конических булавок, шпилек, штырьков и клиньев, некоторые из которых были спаяны. У большинства шестерёнок механизма были острые зубья треугольной формы, но некоторые были с тупым концом. Зубья всех шестернёй были вырезаны мастером вручную. В отдельных случаях де Донди использовал эллиптические шестерни с целью как можно точнее смоделировать нерегулярные движения планеты. Он пользовался для этого также эпициклами Птолемея (созданными им для подсчёта размеров Вселенной), основанными на его таблицах, которые могли быть использованы также для расчёта будущего или прошлого положения планет.
Средневековые единицы измерения, ввиду отсутствия международных эталонов, ограничивались потребностями повседневной жизни (длина куска ткани или расстояние от аббатства до замка), и де Донди обозначал размеры в своих инструкциях в Tractatus Astrarii более точными, на его взгляд, предметами: толщина лезвия большого или маленького ножа, а для отверстий — ширина гусиного пера, большого пальца человека и т. п.

### Назначение
Астрариум был задуман для отражения мира и небесных процессов, протекающих в нём. Со времён Птолемея было принято, что ежедневное движение небес управляет движениями небесных тел, так же, как календарное колесо Астрариума управляет дисками планет. Его основная задача была, на сегодняшний взгляд, довольно незаурядна: показать на небе расположение всех планет, известных в то время. Дополнительными задачами были: измерение времени дня (а также звёздного и среднего солнечного времени), указание текущей даты и вечный календарь Пасхи. В Tractatus Astrarii де Донди также упоминал о другой цели своего механизма — продемонстрировать, что описание Аристотелем и Авиценной движения небесных тел было обоснованным.
Астрариум был одним из первых инструментов, в которых арабские традиции по созданию миниатюрных моделей Вселенной (и её измерению), то есть астролябий и экваториумов, сочетались с новыми технологиями механических часов, распространявшимися в Европе с начала XIV века. Этот инструмент был и измеритель времени, и своеобразный аналоговый компьютер, и прибор, показывающий движения планет: он позволял людям без предварительных расчётов наблюдать движения небесных тел, которые согласовывались с механической моделью Птолемеевой теории космологии.

### Движение часов
Астрариум «оживал» от цепи с гирями. Она приводила в движение механизм с часами (который совершал один оборот за день). Этот механизм придавал движение календарному колесу (которое совершало один оборот за год), а то, в свою очередь, при помощи множества шестерней одновременно управляло всеми дисками планет. В этом последнем движении и состояла вся сложность механизма: Джованни должен был очень виртуозно и изощрённо выстроить механическую модель, чтобы не ошибиться с параметрами каждого диска.
Движение часов также регулировалось неким подобием балансира, имевшего частоту удара на уровне один раз в две секунды. Механизм с часами имел, помимо 24 основных (часовых) делений, по шесть 10-минутных делений на каждое часовое. Он поворачивался против часовой стрелки, начиная от фиксированного указателя, и обозначал основное время, а также мог быть при необходимости отрегулирован на 10-минутных интервалах путём выдвижения 12-зубчатой шестерни, которая сцеплялась с его 144 зубьями. На каждой стороне механизма с часами была закреплена особая пластина (tabula orientii), разделённая на месяца и дни юлианского календаря с целью определения времени восхода и установления среднего солнечного времени для широты Падуи (примерно 45° с. ш.). В то время, когда были сделаны часы, солнцестояние приходилось на 13 июня и 13 декабря (по старому стилю).

### Календарное колесо
Годовое календарное колесо — барабан в нижней секции — имело диаметр около 40 см (43 см). Оно приводило в движение календарь переходящих праздников и диски планет. Вокруг внешней стороны колеса располагалась широкая лента, разделённая на 365 полос, на каждой из которых были указаны число (обозначавшее сутки), вруцелетная буква и имя почитаемого в этот день святого. Месяца были поочерёдно позолочены и посеребрены, а выгравированные буквы заполнены, соответственно, красной и голубой эмалью. Де Донди не обозначил никаких признаков или особенностей високосного года, он советовал останавливать часы на весь лишний день.

### Диск Солнца
Прямо над 24-часовым диском располагался диск Солнца (Primum Mobile — «перводвижимый») — наиболее удалённый от центра Астрариума, названный так из-за того, что он воспроизводил ежедневное движение звёзд и годовое движение Солнца на их фоне. В своей основе это была астролябия, нарисованная по проекции Южного полюса, с закреплённой на ней табличкой и особой сетью, которая вращалась лишь один раз в сидерический день. Эта сеть имела 365 зубьев и приводилась в движение колесом, имевшим 61 зуб. Такое колесо совершало 6 оборотов за 24 часа (солнечные сутки или сидерический день). Таким образом, один раз в сутки сеть оборачивалась на один полный промежуток + 1/366, что приравнивалось к 366 прохождениям Солнца через меридиан (кульминациям). Де Донди понимал, что его примерные расчёты продолжительности солнечного года не в полной мере соответствовали фактической действительности, и рекомендовал изредка останавливать часы так, чтобы их можно было скорректировать.

### Диски планет
Глядя на работающий Астрариум Джованни де Донди, наблюдатель мог видеть на дисках планет, какой путь (относительно Земли в центре диска) совершают планеты. Движение каждой из них было нерегулярным и отличалось от пути других планет, показывая, как они движутся по петлеобразной траектории.
Астрариум имел пять дисков планет: Меркурия, Венеры, Марса, Юпитера и Сатурна. Для каждого диска была отдельно разработана система функционирования со сложным механизмом, чтобы наиболее точно смоделировать движения планет. Такие модели хорошо согласовывались и с Птолемеевой геоцентрической теорией, и с наблюдениями. К примеру, на меркурианском диске де Донди использовал промежуточные колёса, включавшие в себя: колесо со 146 зубьями, две овальные шестерни (имевшие по 24 зуба нестандартной формы, зацеплявшиеся друг за друга), а также особую шестерню с внутренним зацеплением (она имела 63 зуба, которые сцеплялись с 20-зубовыми шестернями, и совершала один неравномерный оборот в год). Реализация этих непростых процессов давала возможность с помощью Астрариума больше узнать о планетах и их передвижении по небу.
Диски планет реконструированного Астрариума Джованни де Донди (работы Карло Кроче)
- Диск Венеры
- Диск Меркурия
- Диск Сатурна
- Диск Юпитера
- Диск Марса

### Диск Луны и «Голова дракона»
Диск Луны — один из самых сложных в конструкции, так как он имел две грушеобразные шестерни и, в отличие от дисков планет, был зависим от других дисков Астрариума, а также имел связь с механизмом «Голова дракона». Этот особый механизм, предположительно, отображал лунные циклы (узлы Луны). Астрариум проходил этот замкнутый цикл ровно за 18 лет, 7 месяцев и 14 дней, что почти полностью совпадает с периодом лунной прецессии (18,5996 лет). Однако неясно, как Джованни де Донди удалось добиться такой точности.
- Диск Луны
- «Голова дракона»

### Восприятие Астрариума
Астрариум, как полагали, был чудом своего времени, не менее, чем восьмое чудо света, — один из лучших образцов гениальности человека. Джованни Манцини (итал. Giovanni Manzini) из Павии в 1388 году писал, что это — «вещь, полная изобретательности, созданная и усовершенствованная своими руками и вырезанная с умением, недостижимым для любого мастера. Я прихожу к заключению, что никогда ещё не создавалось такое великолепное и гениальное изобретение».
Льюис Мамфорд назвал Астрариум «ключевым механизмом новой индустриальной эпохи», а его появление — событием, «знаменующим собой совершенство, к которому стремятся другие механизмы».
В июле 2006 года в Москве, в Оружейной палате Московского Кремля, проходила выставка под названием «История во времени», посвящённая 200-летию музеев Кремля и 160-летию швейцарской компании-производителя часов Ulysse Nardin. В рамках выставки среди прочих экспонатов была показана реконструкция Астрариума Джованни де Донди. В день открытия выставки именно Астрариум пользовался наибольшей популярностью у гостей.

## Сходные инструменты
- Армиллярная сфера — астрономический инструмент, употреблявшийся для определения экваториальных или эклиптических координат небесных светил, модель небесной сферы.
- Готторпский глобус — один из первых в мире планетариев в виде огромного глобуса, созданный в XVII веке. Внутри него можно было наблюдать за движением Солнца и звёзд, за сменой времён суток, однако из-за технической сложности он не показывал движения планет и Луны.
- Модель Солнечной системы — прибор, который иллюстрирует относительное положение планет и лун в Солнечной системе и их движение в гелиоцентрической модели.
- Планетарий (прибор) — устройство, использующееся для проекции изображений небесных тел на купол планетария, а также для моделирования их движения.
- Планисфера — атлас звёздного неба на плоскости, инструмент в виде двух регулируемых дисков, которые вращаются на общем стержне; потомок астролябии. Использовалась для определения моментов восхода и захода небесных светил.
- Теллурий — прибор для наглядной демонстрации годового движения Земли вокруг Солнца и суточного вращения Земли вокруг своей оси. Он также отображает фазы Луны и вечный календарь.
- Торкветум — астрономический инструмент, совмещающий функции армиллярной сферы и астролябии и позволяющий устанавливать координаты астрономического объекта, производя измерения в различных системах небесных координат — горизонтальной, экваториальной и эклиптической.